# Hughes H-1
Hughes H-1 er et racerfly bygget af Hughes Aircraft i 1935. Flyet satte verdensrekord som det hurtigste landfly og satte rekord for den hurtigste transkontinentale flyvning i USA. H-1 Racer var det sidste fly bygget af en privatperson, der satte verdensrekord inden for hastighed; senere fly har oftest været militærfly.

## Udvikling
Under sit arbejde med filmen Hell's Angels ansatte Howard Hughes Glenn Odekirk til at vedligeholde flåden på over 100 fly, der blev brugt til produktionen. De to mænd havde en fælles interesse i luftfart og udklækkede en plan om at bygge et fly, der kunne sætte hastighedsrekorder. Flyet fik mange navne, men er i dag almindeligt kendt som H-1. Det var den første flymodel produceret af Hughes Aircraft.
Designstudier begyndte i 1934 med en model, der blev testet i en vindtunnel ved California Institute of Technology. De udførte tests viste et hastighedspotentiale på 587 km/t.
Aerodynamik var et altoverskyggende designkriterium, og det resulterede i "et af de reneste og mest elegante flydesign, der nogensinde er fremstillet." Mange banebrydende teknologier blev udviklet under produktionsprocessen, herunder individuelt bearbejdede nitter, der efterlod flyets aluminiumoverflade helt glat. For yderligere at mindske luftmodstanden havde H-1 optrækkeligt understel, herunder optrækkeligt halehjul. H-1 blev udstyret med en Pratt &Whitney R-1535 dobbeltrækket 14-cylindret stjernemotor på 25,15 liter, der blev tunet til at kunne levere mere end 1.000 hk (750 kW).
Flyet blev konstrueret med to type af vinger: En version med korte vinger til brug for flyrace og en version med længere vinger til brug for hastighedsrekorder over længere afstande.

## Flyvninger
Hughes fløj den første flyvning med H-1 den 13. september 1935 på Martin Field nær Santa Ana i Californien, hvor han straks satte verdensrekord for hastighed for landfly med en hastighed på 567,12 km/t i gennemsnit over fire målinger. Flyet medtog alene en minimal mængde brændstof for at holde vægten nede, og det var ikke meningen, at Hughes skulle gennemføre den tredje og fjerde måling, og flyet løb derfor tør for brændstof. Hughes måtte nødlande på en roemark, men hverken Hughes eller flyet kom ud for alvorlig skade under nødlandingen. Da hjælperne ankom til landingsstedet, sagde Hughes "Hun kan ordnes; hun bliver hurtigere." På det tidspunkt var verdenshastighedsrekorden for vandfly 709,2 km/t, der var blevet sat af en Macchi M.C.72 i oktober 1934.
Hughes implementerede senere mindre ændringer til H-1 Racer for at gøre flyet bedre egnet til et transkontinentalt hastighedsrekordforsøg. Den mest betydningsfulde ændring var montering af et nyt, længere sæt vinger, der gav flyet en lavere vingebelastning. Den 19. januar 1937, halvandet år efter hans tidligere hastighedsrekord for landfly i H-1, satte Hughes en ny transkontinental hastighedsrekord ved at flyve direkte fra Los Angeles til New York City på 7 timer, 28 minutter og 25 sekunder og slog derved sin egen tidligere rekord med 1 timer og 59 minutter. Hans gennemsnitlige hastighed under flyvningen var 518 km/t.
Da datidens amerikanske kampfly var biplaner, forventede Hughes, at United States Army Air Corps (USAAC) ville tage godt imod flyets nye design og gøre H-1 til grundlaget for en ny generation af amerikanske kampfly. Hans bestræbelser på at sælge designet mislykkedes imidlertid. I et vidnesbyrd afgivet for Senatet efter 2. verdenskrig indikerede Hughes, at modstand mod det innovative design var grundlaget for USAAC's afvisning af H-1: ”Jeg forsøgte at sælge flyet til hæren, men de afviste det, fordi hæren på det tidspunkt ikke mente, at et monoplan med selvbærende vinger var et passende kampfly ..."
Luftfartshistorikere har hævdet, at H-1 Racer kan have inspireret senere fly med stjernemotorer som Republic P-47 Thunderbolt og Focke-Wulf Fw 190 . Efter krigen hævdede Hughes, at "det var tydeligt for alle, at den japanske Zero fighter var blevet kopieret fra Hughes H-1 Racer." Jiro Horikoshi, der havde tegnet Mitsubishi Zero har dog kraftig benægtede påstanden, der ej heller synes at have støtte fra andre.

## Skæbe og kopier
Den originale H-1 Racer blev doneret til Smithsonian i 1975 og er udstillet på National Air and Space Museum.
Et ikke-flyvende replika blev udstillet på National Air Race Museum fra 1993 til 1994, hvorefter den blev flyttet til magasin.
Jim Wright fra Cottage Grove, Oregon byggede en fuldskala replika af H-1, som han fløj første gang i 2002. Hans replika var så tæt på originalen, at FAA tildelte det serienummer 2 af modellen. Hans præstation med at genskabe flyet blev omtalt i adskillige luftfartsmagasiner.
Den 4. august 2003 afslørede Wright sin H-1-replika på 2003 AirVenture i Oshkosh, Wisconsin . På vej hjem til Oregon tankede han flyet op i Gillette i Wyoming, hvor han kort mødtes med lokale journalister og sagde, at flyet havde haft gearproblemer med propellen. Han fløj herefter videre, men ca. en time senere styrtede flyet ned lidt nord for gejseren Old Faithful i Yellowstone National Park. Wright blev dræbt ved styrtet. Replikaen, der skulle have været brugt i filmen The Aviator, blev totalskadet.
En ikke-flyvende replika H-1 blev udstillet ved siden af Hughes H-4 'Spruce Goose' på Long Beach, da sidstnævnte fly blev udstillet ved siden af Queen Mary . Andre ikke-flyvende replikaer er udstillet på Thomas T. Beam Engineering Complex ved University of Nevada, Las Vegas (doneret af Howard Hughes Corporation i 1988) og Santa Maria Museum of Flight. Pr.  2016 en anden H-1-replika er ved at blive bygget på San Diego Air & Space Museum.

## Specifikationer (H-1 Racer, originale vinger)
- Besætning: 1
- Længde: 8,23 m
- Vingefang: 9,67 m
- Højde: 2,4 m
- Vingeareal: 12,8 m2
- Vægt (tom): 1.620 kg
- Vægt (fuld lastet): 2.496 kg
- Motor: 1 × Pratt & Whitney R-1535[19] stjernemotor, 700 hk (521 kW)

Performance
- Max hastighed: 566 km/t, (306 kn
- Vingeløft: 195 kg/m2
- Forhold kraft/masse: 210W/kg